# Neopaganesimo baltico

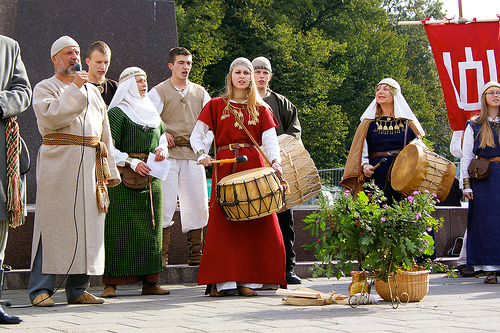
Cerimonia Romuva in costumi tradizionali

Il neopaganesimo baltico è il complesso dei culti neopagani sorti tra i popoli baltici, ispirati alle antiche religioni pagane baltiche precedenti la cristianizzazione.
L'iniziatore del Neopaganesimo baltico fu il lituano Wilhelm Storosta, soprannominato Vydūnas; nato nel 1868 fu un mistico, un drammaturgo e un filosofo; fu il primo a celebrare nuovamente una festa pagana alla fine del XIX secolo. Il suo pseudonimo, Vydūnas, significa letteralmente "colui che vede", e si trattava di un nome in armonia con la vecchia tradizione panteistica della Lituania precristiana. Le feste crebbero di popolarità e furono portate avanti dai suoi discepoli; tuttavia con l'invasione sovietica del Paese la tradizione fu nuovamente sradicata. Dopo un lungo periodo, i primi segni di rinascita fecero la loro nuova apparizione negli anni sessanta; in particolare ebbero come cardine le attività di un vecchio tempio situato in Prussia.
Il termine prussiano che traduce letteralmente la parola tempio è romove, termine da cui trasse spunto, nel 1967 un'associazione di carattere culturale per la difesa delle tradizioni autoctone, chiamata Ramuva, la quale fu però repressa nel 1971 a causa degli elementi religiosi che tendeva ad esplicitare sempre di più. Successivamente, nel 1988, la Ramuva restituì le sue attività, fondando anche un'organizzazione totalmente religiosa, la Chiesa di Romuva; oggi ha aperto centri e gruppi di preghiera in cinque città lituane e detiene rapporti saldi con le associazioni ambientaliste per il rispetto della natura in quanto divina: uno dei principali obiettivi della Romuva, in attinenza all'etica pagana. La Chiesa di Romuva organizza rituali e festività delle antiche religioni pagane baltiche, organizza seminari, convegni e registra un numero sempre crescente di nuovi fedeli. I membri della Romuva organizzano frequentemente dei campi estivi a cui partecipano anche pagani residenti in altri Paesi.
Un ruolo importante nella preservazione della religione tradizionale baltica negli Stati Uniti, durante il periodo di dominazione sovietica nei Paesi Baltici, è stato esercitato soprattutto dagli immigrati, con la fondazione di organizzazioni come la "Romuva USA" o il "Sacro Serpente". Dopo la caduta dell'Unione Sovietica i centri del neopaganesimo baltico si sono tuttavia ritrasferiti nei Paesi d'origine. Oggi la Romuva è fortemente radicata in Lituania; si è organizzata infatti utilizzando un sistema simile a quello della Chiesa cattolica, istituendo una serie di centri minori (una sorta di diocesi) in un buon numero di distretti municipali del Paese. In Lettonia, la religione pagana è stata riportata alla luce da un'organizzazione chiamata Dievturiba (anche Chiesa di Dievturiba), che in lingua lituana significa letteralmente "ciò che Dio detiene".
Colui che negli anni Venti fondò il gruppo fu Ernest Brastins, che trasse parecchie informazioni sulla vecchia religione dalle antiche canzoni folkloriche (come per esempio i dainas), dalla letteratura e dai simboli tradizionali intrisi di spiritualità pagana. Durante la dominazione sovietica, la Chiesa di Dievturiba fu repressa perché considerata una minaccia per il potere. Ernest Brastins fu perseguitato negli anni Quaranta ad Astrachan', mentre molti fedeli del neopaganesimo baltico furono esiliati. In Lettonia sono stati pubblicati una moltitudine libri di carattere pagano, in molti vengono ritratte le gesta eroiche degli antenati che si opposero all'invasione cristiana.